# Concursul Muzical Eurovision 2010
Concursul Muzical Eurovision 2010 a fost a 55-a ediție a Concursului Muzical Eurovision. Competiția a avut loc în arena Telenor, în suburbia municipală Bærum, Akershus, care e situată în partea de vest a zonei metropolitane a capitalei Norvegiei, Oslo. Acest fapt a fost determinat de victoria lui Alexander Rybak la Concursul din 2009 cu melodia „Fairytale”. A fost a treia oară când Norvegia găzduiește concursul, după anii 1986 și 1996. Semifinalele au avut loc pe 25 și 27 mai 2010, iar finala pe 29 mai 2010. Uniunea Europeană de Radio-Televiziune (EBU) a anunțat că sistemul de votare folosit în semifinale va fi diferit față de anii precedenți, echilibrând voturile juriului cu votarea televizată. Întoarcerea orchestrei a fost de asemenea propusă, însă nefinalizată în cele din urmă. 39 de țări au participat, Georgia s-a întors în concurs, iar Andorra, Cehia, Ungaria și Muntenegru părăsindu-l. Inițial, și Lituania și-a anunțat retragerea, dar a fost mai târziu confirmată printre cei 39 de participanți confirmați de EBU.

## Localizare
150.000.000 NOK (17.000.000 €) au reprezentat bugetul inițial convenit de Ministrul Culturii, Trond Giske, și conducătorul televiziunii gazdă, Hans-Tore Bjerkaas. Este o sumă mai mare decât cea alocată Concursului din 2007 din Helsinki, dar mai mică decât bugetul Rusiei din 2009. Costurile reestimate pentru concert ajung la 211.000.000 NOK (24.000.000 €).
La o conferință de presă în Oslo din 27 mai 2009, s-a anunțat că spectacolul se va ține în reguinea metropolitană Oslo. NRK a declarat că Oslo este singurul oraș care oferă capacitatea și infrastructura dorite pentru susținerea concursului. Pe 3 iulie 2009, s-a decis că locul unde va avea loc competiția va fi recent construita arenă Telenor din municipiul Bærum din vecinătatea Osloului. Spectrul Oslo nu va găzdui concursul, din cauza mărimii și capacității reduse ale acestuia.

## Design
NRK a anunțat tema, sloganul și design-ul pentru concurs pe 4 decembrie 2009, marcând începerea oficială a sezonului Eurovision 2010. Logoul este format dintr-o serie de cercuri care se intersectează și reprezintă „oameni care se adună și diversitatea de emoții care cuprind Concursul Muzical Eurovision”. Pe lângă culoarea de bază, alb, logoul este disponibil și în negru, auriu și roz.

### Cărți poștale
Ca în edițiile trecute, fiecare interpretare live a concurenților din fiecare țară a fost precedată de un scurt filmuleț. De-a lungul anilor, aceste filmulețe au reprezentat locuri din țara respectivă, iar de aici li se trage și denumirea de „cărți poștale”.
În 2010, cărțile poștale au respectat următoarea regulă:
- Pe fundal sunt afișate imagini în direct cu audiența din sală, în timp ce bule galbene generate pe calculator zboară deasupra ei, formând harta țării ce urmează să-și interpreteze piesa.
- Bulele se deplasează în dreapta camerei, după care apar imagini cu susținători din țara respectivă.
- Apar imagini în direct cu interpreții pe scenă, pregătindu-se.
- Imaginile cu susținători apar din nou.
- Imaginile dispar, după care bulele se deplasează din nou în stânga și se recolorează, formând steagul țării.
- Bulele se împrăștie și, în cele din urmă, dispar.

## Prezentatori
Înaintea anunțului oficial de pe 10 martie 2010, presa norvegiană a discutat despre posibili prezentatori. Gazdele NRK, Jon Almaas și Fredrik Skavlan, de la Nytt på nytt și, respectiv, Først & sist, sunt printre persoanele despre care s-a discutat, în timp ce perechea Thomas Numme-Harald Rønneberg a ieșit pe primul loc într-un sondaj de pe saitul ziarului Dagbladet. Cunoscutul prezentator Dorthe Skappel și-a exprimat interesul în prezentarea concursului și a ieșit pe locul doi în sondajul Dagbladet.
EBU a anunțat prezentatorii concursului pe 10 martie: Erik Solbakken, Haddy Jatou N'jie, și Nadia Hasnaoui. Solbakken și N'jie au deschis cele trei emisiuni, au introdus concurenții și au adus noutăți din camera verde, iar Hasnaoui a prezentat secțiunea de votare și a anunțat punctele de pe tabela cu scoruri. Ediția din acest an a fost a doua oară când concursul are mai mult de doi prezentatori, acest lucru întâmplându-se pentru prima dată în 1999.

## Format

### Votare
Pe 11 octombrie 2009, EBU a anunțat că formatul semifinalelor va fi schimbat astfel încât rezultatele să fie determinate de o combinație în care în proporție de 50% contează votul juriului, iar cealaltă jumătate e reprezentată de votul televizat, similar cu finala. Voturile fiecărei țări vor fi determinate prin adunarea votului juriului cu rezultatele televotului. Țara de pe locul I din acest top va primi 12 puncte, a doua, 10 puncte, iar următoarele, de la 8 la 1 punct în funcție de rezultat. În cazul în care două țări au același punctaj, are prioritate cea cu mai multe voturi din partea publicului, cealaltă trecând pe locul următor. În fiecare semifinală, cele 10 țări care au obținut cel mai mare punctaj se vor califica în faza următoare. În finală, folosindu-se același algoritm, țara cu cele mai multe puncte va câștiga concursul. Pe 26 octombrie 2009, EBU a anunțat că liniile de votare vor fi deschise la începutul fiecărei emisiuni și închise la 15 minute de la finalul ultimei melodii participante.

### Posibila întoarcere a orchestrei
Un grup de fani a început o campanie pe saitul de socializare Facebook pentru întoarcerea orchestrei la concursul din Oslo, pentru prima oară din 1998 până acum. Campaniei i s-au alăturat aproape 5.000 de oameni. Orchestra, folosită din primul concurs din 1956, a părăsit concursul după 1998, datorită dezvoltării rapide a tehnologiei de care se folosește muzica, variantele instrumentale ale pieselor devenind mai utile. Dezbateri cu privire la întoarcerea orchestrei au avut loc de atunci, dar EBU nu a planificat nicio schimbare.
Jan Fredrik Heyerdahl, de la Orchestra Norvegiană de Radio, a spus că aceasta ar fi interesată să participe la concurs, în cazul în care EBU și NRK vor aproba acest lucru. În cele din urmă, nu a avut loc o astfel de modificare.

### Actul de interval
În timpul actului de interval, s-au afișat flashmob-uri din diferite orașe europene, alături de imagini din casele unor oameni obișnuiți și de un flashmob care a avut loc chiar în arena Telenor. Melodia pe care s-a dansat este „Glow”, interpretată de formația Madcon, prezentă în sală în acel moment.

### Alocare în urne
Duminică, 7 februarie 2010, tragerea la sorți care a decis care țări vor concura în prima sau a doua semifinală a avut loc. Numele țărilor participante au fost repartizate în 5 urne, în funcție de modul în care au votat în concursurile precedente. Apoi, a avut loc tragerea la sorți, care a decis, de asemenea, în care jumătate a fiecărei semifinale au concurat țările și în care semifinală au votat țările direct calificate în finală (Franța, Germania, Spania, Regatul Unit și Norvegia).
Tragerea la sorți care a determinat ordinea interpretării pieselor în semifinale și în finală și ordinea în care au votat țările în finală a avut loc pe 23 martie 2010.
| Urna 1                                                                                          | Urna 2                                                                   | Urna 3                                                                           | Urna 4                                                               | Urna 5                                                           |
| ----------------------------------------------------------------------------------------------- | ------------------------------------------------------------------------ | -------------------------------------------------------------------------------- | -------------------------------------------------------------------- | ---------------------------------------------------------------- |
| - Albania - Bosnia și Herțegovina - Croația - Elveția - Republica Macedonia - Serbia - Slovenia | - Danemarca - Estonia - Finlanda - Islanda - Letonia - Lituania - Suedia | - Azerbaidjan - Belarus - Georgia - Israel - Republica Moldova - Rusia - Ucraina | - Armenia - Belgia - Cipru - Grecia - Malta - Turcia - Țările de Jos | - Bulgaria - Irlanda - Polonia - Portugalia - România - Slovacia |

### Întâlnirea șefilor de delegații
Pe 22 martie 2010, șefii de delegații ai țărilor participante s-au întâlnit la Oslo într-o ședință în care au predat conducerii Uniunii Europene de Radio-Televiziune variantele de studio ale pieselor muzicale intrate în concurs și au fost informați în legătură cu planul creativ din spatele producției concursului. Cum Ucraina nu a reușit să-și rezolve problemele de organizare a selecției naționale până la acea dată, nu a predat niciun cântec. Astfel, televiziunea ucraineană, NTU, a suportat o penalizare. Acesteia i s-a dat un nou termen pentru a-și prezenta piesa, pe 29 martie. NTU a luat o decizie finală pe 24 martie; astfel, cântecul Alyoshei, „Sweet People”, va concura din partea Ucrainei.

## Țări participante
Georgia a anunțat că se va întoarce în concurs. Această țară s-a retras în anul 2009, din cauză că melodia sa, „We Don't Wanna Put In”, a fost descalificată datorită referințelor politice care încălcau regulile competiției.
EBU a anunțat că a încercat mai mult să determine Austria, Italia și Monaco să revină la concursul din 2010. În septembrie 2009, directorul EBU, Bjørn Erichsen, a declarat în timpul unei conferințe de presă că „Austria se va întoarce”, că EBU „are motive să creadă că Luxemburg și Monaco” vor participa de asemenea și că „acum ne mai lipsește doar Italia”. La sfârșitul lunii octombrie 2009, managerul proiectului Eurovision 2010, Ola Sand, a declarat că „țări ca Monaco și Luxemburg au indicat că își doresc să participe la competiția de anul viitor din Norvegia”.
Totuși, reprezentanții posturilor de televiziune din Austria, Monaco și Luxemburg au respins sugestia ca aceste țări să participe la concurs. Wolfgang Lorenz, directorul ORF Austria, a informat că țara sa nu va participa atâta timp cât concursul va fi „ruinat de reguli”.
Télé Monte Carlo a declarat că Monaco nu se va întoarce la ediția din 2010 a Eurovisionului, în principal din cauza lipsei de resurse financiare pentru trimiterea unei melodii monegasce.
Grupul RTL a anunțat că existau discuții serioase cu privire la o posibilă reîntoarcere a Luxemburgului pentru prima oară după 1993, dar mai târziu a confirmat că țara nu va fi prezentă la concursul din 2010. Și San Marino a reflectat asupra unei noi participări în anul 2010. Totuși, după dezbateri cu artiști italieni, printre care și duetul gemenelor Paola & Chiara, postul SMRTV a fost informat să renunțe la participare, fiindcă nu a putut primi fonduri de la parlamentul sau sponsorii sanmarinezi.
EBU a comunicat cu singurul post al Liechtensteinului - 1FLTV - în vederea integrării acestuia în organizație și a participării la Eurovision. Directorul 1FLTV, Peter Kolbel, și-a exprimat interesul în participarea Liechtensteinului la Eurovision imediat ce postul va deveni membru cu drepturi depline al EBU, fapt ce s-ar fi putut realiza în decembrie 2009. Deci se pregătea să debuteze în anul 2010, luând în considerare un format de finală națională similar cu versiunea germană a seriei Idol, Deutschland sucht den Superstar. În noiembrie, 1FLTV a decis să nu devină membru EBU în decembrie, din motive financiare, excluzând posibilitatea unui debut în 2010. Postul va căuta alte oportunități de finanțare în viitor.
Din iulie până în decembrie 2009, 5 țări care au participat în 2009 au anunțat că se vor retrage în 2010. Cehia a declarat că părăsește concursul din cauza lipsei de interes din partea telespectatorilor cehi, după 3 eșecuri succesive în semifinală încă din anul debutului lor, respectiv 2007.
Postul național de televiziune al Andorrei, RTVA, a anunțat o reducere de 10% a bugetului său pentru anul 2010. RTVA se înscrisese la concurs. Totuși, fiind incapabil de a asigura fonduri suplimentare până la 11 decembrie 2009, a decis să se retragă. După retragerea acestei țări, mai mulți foști concurenți la Eurovision din partea Andorrei și-au exprimat dezamăgirea provocată de decizia RTVA și cred că națiunea va primi publicitate negativă din cauza neparticipării la concurs.
Ungaria s-a retras din concurs, datorită dificultăților financiare ale televiziunii naționale, Magyar Televízió.
Muntenegru și televiziunea muntenegreană, RTCG, s-au retras din cauza problemelor financiare, sperând că vor reuși în consolidarea finanțelor după trei ani de la declararea independenței statului.
Postul Lituaniei, LRT, a anunțat inițial retragerea sa din concurs după ce a eșuat în a obține 90.000 euro pentru participare. Mai târziu, s-a confirmat că Lituania va participa, totuși, la Oslo. Fondurile au fost acordate de compania lituaniană Teo LT, care a făcut posibilă participarea Lituaniei.

## Rezultate

### Semifinale
34 de țări au participat la semifinalele concursului.

#### Semifinala 1
- Prima semifinală a avut loc în Oslo pe 25 mai 2010.
- Franța, Germania și Spania au votat în această semifinală.[48]

| Nr. de intrare | Țară                  | Limbă             | Artist                         | Cântec                            | Traducere               | Loc | Puncte |
| -------------- | --------------------- | ----------------- | ------------------------------ | --------------------------------- | ----------------------- | --- | ------ |
| 01             | Republica Moldova     | engleză           | SunStroke Project și Olia Tira | „Run Away”                        | Fugi departe            | 10  | 52     |
| 02             | Rusia                 | engleză           | Piotr Nalici                   | „Lost and Forgotten”              | Pierdut și uitat        | 07  | 74     |
| 03             | Estonia               | engleză           | Malcolm Lincoln & Manpower 4   | „Siren”                           | Sirena                  | 14  | 39     |
| 04             | Slovacia              | slovacă           | Kristína Peláková              | „Horehronie”                      | —                       | 16  | 24     |
| 05             | Finlanda              | finlandeză        | Kuunkuiskaajat                 | „Työlki ellää”                    | Poți trăi și prin muncă | 11  | 49     |
| 06             | Letonia               | engleză           | Aisha                          | „What For?”                       | Pentru ce?              | 17  | 11     |
| 07             | Serbia                | engleză, sârbă    | Milan Stanković                | „Ovo je Balkan” („Ово je Балкан”) | Aceștia sunt Balcanii   | 05  | 79     |
| 08             | Bosnia și Herțegovina | engleză           | Vukašin Brajić                 | „Thunder and Lightning”           | Tunet și fulger         | 08  | 59     |
| 09             | Polonia               | engleză, poloneză | Marcin Mroziński               | „Legenda”                         | Legenda                 | 13  | 44     |
| 10             | Belgia                | engleză           | Tom Dice                       | „Me and My Guitar”                | Eu și chitara mea       | 01  | 167    |
| 11             | Malta                 | engleză           | Thea Garrett                   | „My Dream”                        | Visul meu               | 12  | 45     |
| 12             | Albania               | engleză           | Juliana Pasha                  | „It's All About You”              | Totul se referă la tine | 06  | 76     |
| 13             | Grecia                | greacă            | Giorgos Alkeos și Friends      | „OPA” („ΏΠΑ”)                     | —                       | 02  | 133    |
| 14             | Portugalia            | portugheză        | Filipa Azevedo                 | „Há dias assim”                   | Există zile ca aceasta  | 04  | 89     |
| 15             | Republica Macedonia   | macedoneană       | Gjoko Taneski                  | „Jas ja imam silata”              | Am puterea              | 15  | 37     |
| 16             | Belarus               | engleză           | 3+2 & Robert Wells             | „Butterflies”                     | Fluturi                 | 09  | 59     |
| 17             | Islanda               | engleză, franceză | Hera Björk                     | „Je ne sais quoi”                 | Nu știu ce              | 03  | 123    |

#### Semifinala 2
- A doua semifinală a avut loc în Oslo pe 27 mai 2010.
- Norvegia și Regatul Unit au votat în această semifinală.[48]

| Nr. de intrare | Țară          | Limbă            | Artist                        | Cântec                         | Traducere                         | Loc | Puncte |
| -------------- | ------------- | ---------------- | ----------------------------- | ------------------------------ | --------------------------------- | --- | ------ |
| 01             | Lituania      | engleză          | InCulto                       | „Eastern European Funk”        | Funk est-european                 | 12  | 44     |
| 02             | Armenia       | engleză          | Eva Rivas                     | „Apricot Stone”                | Sâmbure de caisă                  | 06  | 83     |
| 03             | Israel        | ebraică          | Harel Skaat                   | „Milim” („מילים”)              | Cuvinte                           | 08  | 71     |
| 04             | Danemarca     | engleză          | Chanée & N'evergreen          | „In a Moment Like This”        | Într-un moment ca acesta          | 05  | 101    |
| 05             | Elveția       | franceză         | Michael von der Heide         | „Il pleut de l'or”             | Plouă cu aur                      | 17  | 2      |
| 06             | Suedia        | engleză          | Anna Bergendahl               | „This Is My Life”              | Aceasta este viața mea            | 11  | 62     |
| 07             | Azerbaidjan   | engleză          | Səfurə Əlizadə                | „Drip Drop”                    | Pic, pic                          | 02  | 113    |
| 08             | Ucraina       | engleză          | Alyosha                       | „Sweet People”                 | Oameni blânzi                     | 07  | 77     |
| 09             | Țările de Jos | olandeză         | Sieneke Peeters               | „Ik ben verliefd (Sha-la-lie)” | Sunt îndrăgostită (Șa-la-li)      | 14  | 29     |
| 10             | România       | engleză          | Paula Seling și Ovi Martin    | „Playing With Fire”            | Jocul cu focul                    | 04  | 104    |
| 11             | Slovenia      | slovenă          | Ansambel Žlindra & Kalamari   | „Narodnozabavni rock”          | Rock folcloric                    | 16  | 6      |
| 12             | Irlanda       | engleză          | Niamh Kavanagh                | „It's For You”                 | E pentru tine                     | 09  | 67     |
| 13             | Bulgaria      | bulgară, engleză | Miroslav Kostadinov           | „Anghel si ti” („Ангел си ти”) | Ești un înger                     | 15  | 19     |
| 14             | Cipru         | engleză          | Jon Lilygreen & The Islanders | „Life Looks Better In Spring”  | Viața arată mai bine în primăvară | 10  | 67     |
| 15             | Croația       | croată           | Feminnem                      | „Lako je sve”                  | Totul este ușor                   | 13  | 33     |
| 16             | Georgia       | engleză          | Sofia Nijaradze               | „Shine”                        | Strălucește                       | 03  | 106    |
| 17             | Turcia        | engleză          | maNga                         | „We Could Be The Same”         | Am putea fi la fel                | 01  | 118    |

### Finală
- Finala a avut loc pe 29 mai 2010 la arena Telenor, Bærum, Oslo, Norvegia, și a fost câștigată de Germania.
- Franța, Germania, Norvegia, Regatul Unit și Spania s-au calificat direct în finală.
- În urma celor 2 semifinale de pe 25 și 27 mai 2010, 20 de țări s-au calificat în finală. În total, 25 de țări au participat în finală.

| Nr. de intrare | Țară                  | Limbă             | Artist                         | Cântec                            | Traducere                         | Loc | Puncte |
| -------------- | --------------------- | ----------------- | ------------------------------ | --------------------------------- | --------------------------------- | --- | ------ |
| 01             | Azerbaidjan           | engleză           | Səfurə Əlizadə                 | „Drip Drop”                       | Pic, pic                          | 05  | 145    |
| 02             | Spania                | spaniolă          | Daniel Diges                   | „Algo pequeñito”                  | Ceva micuț                        | 15  | 68     |
| 03             | Norvegia              | engleză           | Didrik Solli-Tangen            | „My Heart Is Yours”               | Inima mea e a ta                  | 20  | 35     |
| 04             | Republica Moldova     | engleză           | SunStroke Project și Olia Tira | „Run Away”                        | Fugi departe                      | 22  | 27     |
| 05             | Cipru                 | engleză           | Jon Lilygreen & The Islanders  | „Life Looks Better In Spring”     | Viața arată mai bine în primăvară | 21  | 27     |
| 06             | Bosnia și Herțegovina | engleză           | Vukašin Brajić                 | „Thunder and Lightning”           | Tunet și fulger                   | 17  | 51     |
| 07             | Belgia                | engleză           | Tom Dice                       | „Me and My Guitar”                | Eu și chitara mea                 | 06  | 143    |
| 08             | Serbia                | engleză, sârbă    | Milan Stanković                | „Ovo je Balkan” („Ово je Балкан”) | Aceștia sunt Balcanii             | 13  | 72     |
| 09             | Belarus               | engleză           | 3+2 & Robert Wells             | „Butterflies”                     | Fluturi                           | 24  | 18     |
| 10             | Irlanda               | engleză           | Niamh Kavanagh                 | „It's For You”                    | E pentru tine                     | 23  | 25     |
| 11             | Grecia                | greacă            | Giorgos Alkeos și Friends      | „OPA” („ΏΠΑ”)                     | —                                 | 08  | 140    |
| 12             | Regatul Unit          | engleză           | Josh Dubovie                   | „That Sounds Good to Me”          | Asta îmi sună bine                | 25  | 10     |
| 13             | Georgia               | engleză           | Sofia Nijaradze                | „Shine”                           | Strălucește                       | 09  | 136    |
| 14             | Turcia                | engleză           | maNga                          | „We Could Be The Same”            | Am putea fi la fel                | 02  | 170    |
| 15             | Albania               | engleză           | Juliana Pasha                  | „It's All About You”              | Totul se referă la tine           | 16  | 62     |
| 16             | Islanda               | engleză, franceză | Hera Björk                     | „Je ne sais quoi”                 | Nu știu ce                        | 19  | 41     |
| 17             | Ucraina               | engleză           | Alyosha                        | „Sweet People”                    | Oameni blânzi                     | 10  | 108    |
| 18             | Franța                | franceză          | Jessy Matador                  | „Allez Olla Olé”                  | Haideți, Olla, Olé                | 12  | 82     |
| 19             | România               | engleză           | Paula Seling și Ovi Martin     | „Playing With Fire”               | Jocul cu focul                    | 03  | 162    |
| 20             | Rusia                 | engleză           | Piotr Nalici                   | „Lost and Forgotten”              | Pierdut și uitat                  | 11  | 90     |
| 21             | Armenia               | engleză           | Eva Rivas                      | „Apricot Stone”                   | Sâmbure de caisă                  | 07  | 141    |
| 22             | Germania              | engleză           | Lena Meyer-Landrut             | „Satellite”                       | Satelit                           | 01  | 246    |
| 23             | Portugalia            | portugheză        | Filipa Azevedo                 | „Há dias assim”                   | Există zile ca aceasta            | 18  | 43     |
| 24             | Israel                | ebraică           | Harel Skaat                    | „Milim” („מילים”)                 | Cuvinte                           | 14  | 71     |
| 25             | Danemarca             | engleză           | Chanée & N'evergreen           | „In a Moment Like This”           | Într-un moment ca acesta          | 04  | 149    |

## Tabele

### Semifinala 1
|            |                       | Rezultate | Rezultate | Rezultate | Rezultate | Rezultate | Rezultate | Rezultate             | Rezultate | Rezultate | Rezultate | Rezultate | Rezultate | Rezultate  | Rezultate           | Rezultate | Rezultate | Rezultate | Rezultate | Rezultate | Rezultate | Rezultate |
| Total      | Republica Moldova     | Rusia     | Estonia   | Slovacia  | Finlanda  | Letonia   | Serbia    | Bosnia și Herțegovina | Polonia   | Belgia    | Malta     | Albania   | Grecia    | Portugalia | Republica Macedonia | Belarus   | Islanda   | Franța    | Germania  | Spania    |           |           |
| ---------- | --------------------- | --------- | --------- | --------- | --------- | --------- | --------- | --------------------- | --------- | --------- | --------- | --------- | --------- | ---------- | ------------------- | --------- | --------- | --------- | --------- | --------- | --------- | --------- |
| Concurenți | Rep. Moldova          | 52        |           | 5         | 0         | 0         | 0         | 0                     | 1         | 0         | 0         | 2         | 7         | 0          | 4                   | 8         | 7         | 10        | 0         | 3         | 0         | 5         |
| Concurenți | Rusia                 | 74        | 12        |           | 12        | 0         | 3         | 10                    | 4         | 2         | 8         | 5         | 1         | 0          | 3                   | 1         | 0         | 12        | 0         | 0         | 1         | 0         |
| Concurenți | Estonia               | 39        | 0         | 0         |           | 0         | 12        | 12                    | 0         | 1         | 5         | 0         | 0         | 1          | 1                   | 4         | 0         | 1         | 2         | 0         | 0         | 0         |
| Concurenți | Slovacia              | 24        | 0         | 0         | 0         |           | 2         | 0                     | 6         | 5         | 0         | 1         | 0         | 0          | 0                   | 5         | 0         | 0         | 5         | 0         | 0         | 0         |
| Concurenți | Finlanda              | 49        | 0         | 3         | 10        | 2         |           | 6                     | 0         | 0         | 1         | 7         | 2         | 0          | 0                   | 0         | 0         | 7         | 6         | 0         | 3         | 2         |
| Concurenți | Letonia               | 11        | 0         | 0         | 6         | 0         | 5         |                       | 0         | 0         | 0         | 0         | 0         | 0          | 0                   | 0         | 0         | 0         | 0         | 0         | 0         | 0         |
| Concurenți | Serbia                | 79        | 3         | 4         | 1         | 6         | 0         | 3                     |           | 12        | 0         | 3         | 0         | 3          | 7                   | 2         | 10        | 0         | 3         | 12        | 4         | 6         |
| Concurenți | Bosnia și Herțegovina | 59        | 1         | 2         | 0         | 5         | 0         | 0                     | 12        |           | 6         | 0         | 3         | 7          | 5                   | 0         | 8         | 4         | 0         | 6         | 0         | 0         |
| Concurenți | Polonia               | 44        | 2         | 6         | 0         | 0         | 0         | 4                     | 0         | 0         |           | 6         | 0         | 6          | 0                   | 0         | 0         | 3         | 0         | 7         | 7         | 3         |
| Concurenți | Belgia                | 167       | 6         | 10        | 8         | 10        | 10        | 8                     | 7         | 4         | 12        |           | 12        | 4          | 10                  | 12        | 4         | 8         | 12        | 10        | 12        | 8         |
| Concurenți | Malta                 | 45        | 0         | 0         | 3         | 12        | 1         | 1                     | 0         | 6         | 0         | 0         |           | 2          | 2                   | 3         | 6         | 2         | 4         | 0         | 2         | 1         |
| Concurenți | Albania               | 76        | 0         | 0         | 0         | 0         | 4         | 0                     | 2         | 7         | 4         | 8         | 6         |            | 12                  | 0         | 12        | 0         | 10        | 2         | 5         | 4         |
| Concurenți | Grecia                | 133       | 7         | 7         | 2         | 8         | 8         | 0                     | 10        | 8         | 7         | 10        | 8         | 10         |                     | 10        | 3         | 5         | 8         | 4         | 8         | 10        |
| Concurenți | Portugalia            | 89        | 5         | 0         | 5         | 4         | 6         | 7                     | 5         | 3         | 2         | 4         | 4         | 5          | 0                   |           | 2         | 0         | 7         | 8         | 10        | 12        |
| Concurenți | Rep. Macedonia        | 37        | 4         | 1         | 0         | 1         | 0         | 0                     | 8         | 10        | 0         | 0         | 0         | 12         | 0                   | 0         |           | 0         | 1         | 0         | 0         | 0         |
| Concurenți | Belarus               | 59        | 8         | 12        | 4         | 3         | 0         | 5                     | 0         | 0         | 3         | 0         | 5         | 0          | 6                   | 7         | 5         |           | 0         | 1         | 0         | 0         |
| Concurenți | Islanda               | 123       | 10        | 8         | 7         | 7         | 7         | 2                     | 3         | 0         | 10        | 12        | 10        | 8          | 8                   | 6         | 1         | 6         |           | 5         | 6         | 7         |

### Semifinala 2
|            |               | Rezultate | Rezultate | Rezultate | Rezultate | Rezultate | Rezultate   | Rezultate | Rezultate     | Rezultate | Rezultate | Rezultate | Rezultate | Rezultate | Rezultate | Rezultate | Rezultate | Rezultate | Rezultate    | Rezultate | Rezultate | Rezultate |
| Total      | Lituania      | Armenia   | Israel    | Danemarca | Elveția   | Suedia    | Azerbaidjan | Ucraina   | Ţările de Jos | România   | Slovenia  | Irlanda   | Bulgaria  | Cipru     | Croația   | Georgia   | Turcia    | Norvegia  | Regatul Unit |           |           |           |
| ---------- | ------------- | --------- | --------- | --------- | --------- | --------- | ----------- | --------- | ------------- | --------- | --------- | --------- | --------- | --------- | --------- | --------- | --------- | --------- | ------------ | --------- | --------- | --------- |
| Concurenți | Lituania      | 44        |           | 2         | 0         | 1         | 0           | 4         | 0             | 2         | 0         | 0         | 0         | 12        | 0         | 2         | 1         | 8         | 0            | 5         | 7         |           |
| Concurenți | Armenia       | 83        | 1         |           | 12        | 0         | 3           | 5         | 6             | 8         | 10        | 10        | 0         | 0         | 8         | 12        | 0         | 10        | 4            | 0         | 0         |           |
| Concurenți | Israel        | 71        | 0         | 8         |           | 0         | 0           | 8         | 7             | 6         | 12        | 3         | 5         | 0         | 1         | 4         | 0         | 5         | 0            | 7         | 5         |           |
| Concurenți | Danemarca     | 101       | 5         | 5         | 7         |           | 5           | 12        | 6             | 5         | 4         | 12        | 10        | 4         | 2         | 3         | 4         | 3         | 6            | 8         | 0         |           |
| Concurenți | Elveția       | 2         | 0         | 0         | 0         | 0         |             | 0         | 0             | 0         | 0         | 0         | 0         | 0         | 0         | 0         | 0         | 2         | 0            | 0         | 0         |           |
| Concurenți | Suedia        | 62        | 3         | 3         | 0         | 12        | 10          |           | 2             | 0         | 6         | 1         | 6         | 5         | 0         | 1         | 2         | 0         | 2            | 12        | 3         |           |
| Concurenți | Azerbaidjan   | 113       | 2         | 0         | 5         | 5         | 6           | 3         |               | 12        | 1         | 8         | 8         | 10        | 7         | 10        | 10        | 12        | 12           | 2         | 0         |           |
| Concurenți | Ucraina       | 77        | 10        | 10        | 2         | 3         | 0           | 0         | 8             |           | 2         | 5         | 1         | 2         | 6         | 6         | 6         | 7         | 3            | 4         | 2         |           |
| Concurenți | Țările de Jos | 29        | 0         | 0         | 4         | 4         | 2           | 1         | 0             | 0         |           | 0         | 6         | 3         | 0         | 0         | 0         | 1         | 5            | 3         | 0         |           |
| Concurenți | România       | 104       | 6         | 4         | 8         | 8         | 4           | 7         | 5             | 3         | 3         |           | 4         | 6         | 4         | 8         | 0         | 4         | 8            | 10        | 12        |           |
| Concurenți | Slovenia      | 6         | 0         | 0         | 1         | 0         | 0           | 0         | 0             | 0         | 0         | 0         |           | 0         | 0         | 0         | 5         | 0         | 0            | 0         | 0         |           |
| Concurenți | Irlanda       | 67        | 7         | 1         | 3         | 6         | 12          | 0         | 4             | 0         | 8         | 4         | 2         |           | 0         | 0         | 3         | 0         | 1            | 6         | 10        |           |
| Concurenți | Bulgaria      | 19        | 0         | 0         | 0         | 0         | 0           | 0         | 0             | 1         | 0         | 0         | 0         | 0         |           | 5         | 0         | 0         | 7            | 0         | 6         |           |
| Concurenți | Cipru         | 67        | 4         | 6         | 10        | 7         | 0           | 6         | 3             | 4         | 0         | 6         | 0         | 0         | 5         |           | 12        | 0         | 0            | 0         | 4         |           |
| Concurenți | Croația       | 33        | 0         | 7         | 0         | 2         | 7           | 0         | 1             | 0         | 0         | 0         | 12        | 1         | 3         | 0         |           | 0         | 0            | 0         | 0         |           |
| Concurenți | Georgia       | 106       | 12        | 12        | 6         | 0         | 1           | 2         | 10            | 7         | 5         | 2         | 7         | 7         | 10        | 7         | 7         |           | 10           | 0         | 1         |           |
| Concurenți | Turcia        | 118       | 8         | 0         | 0         | 10        | 8           | 10        | 12            | 10        | 7         | 7         | 3         | 8         | 12        | 0         | 8         | 6         |              | 1         | 8         |           |

### Finala
| Concurenți                                                                  | Azerbaidjan           | 145 |    | 7  | 7  | 7  | 10 | 7  | 5  |    | 6  | 3  | 1  |    | 8  | 12 |    | 4  | 12 |    |    | 8  |    |    |    | 7  | 2  |    |    |    | 2  | 8  | 12 | 3  |    | 2  |    |    |    | 12 |    |  |  |  |
| Concurenți                                                                  | Spania                | 68  |    |    |    | 4  |    |    | 1  |    |    |    |    |    | 2  |    | 7  |    | 4  |    | 2  | 4  | 7  |    | 12 | 1  |    |    |    | 4  | 5  |    |    |    | 8  |    |    |    | 5  | 2  |    |  |  |  |
| Concurenți                                                                  | Norvegia              | 35  |    |    |    |    |    |    |    |    |    | 2  |    |    | 6  |    |    |    |    |    |    |    | 2  |    | 3  |    | 5  | 7  | 3  |    |    |    | 3  |    |    |    | 4  |    |    |    |    |  |  |  |
| Concurenți                                                                  | Rep. Moldova          | 27  | 6  |    |    |    |    |    |    |    | 4  |    |    |    | 1  |    |    |    |    |    | 10 |    |    |    | 6  |    |    |    |    |    |    |    |    |    |    |    |    |    |    |    |    |  |  |  |
| Concurenți                                                                  | Cipru                 | 27  |    |    |    |    |    |    |    |    |    |    | 12 |    |    |    |    |    |    |    |    |    |    |    |    |    | 1  |    | 2  |    |    |    |    |    | 1  |    | 3  |    |    | 4  | 4  |  |  |  |
| Concurenți                                                                  |                       |     |    |    |    |    |    |    |    |    |    |    |    |    |    |    |    |    |    |    |    |    |    |    |    |    |    |    |    |    |    |    |    |    |    |    |    |    |    |    |    |  |  |  |
| Concurenți                                                                  | Bosnia și Herțegovina | 51  |    |    |    |    |    |    |    | 12 |    |    |    |    |    | 8  | 6  |    |    | 5  |    |    |    |    |    |    |    |    |    |    |    |    |    | 6  |    |    |    |    | 4  |    | 10 |  |  |  |
| Concurenți                                                                  | Belgia                | 143 |    |    | 3  |    |    |    |    | 5  |    | 10 | 6  |    |    |    |    | 10 | 1  | 7  | 4  | 5  |    | 12 | 5  |    | 10 | 3  | 10 | 6  | 4  | 10 | 10 |    | 7  | 7  | 2  | 6  |    |    |    |  |  |  |
| Concurenți                                                                  | Serbia                | 72  |    |    |    |    | 1  | 12 |    |    |    |    |    |    |    |    | 3  |    |    | 10 |    |    |    | 5  |    |    |    |    |    |    |    |    |    | 7  |    | 10 | 7  | 1  | 8  |    | 8  |  |  |  |
| Concurenți                                                                  | Belarus               | 18  |    |    |    | 3  |    |    |    |    |    |    |    |    | 12 |    |    |    |    |    |    | 2  |    |    |    |    |    |    |    |    |    |    |    |    |    |    |    |    |    | 1  |    |  |  |  |
| Concurenți                                                                  | Irlanda               | 25  |    |    |    |    |    |    |    |    |    |    |    | 7  |    |    |    |    |    |    |    |    |    | 2  |    | 6  |    | 2  |    | 1  |    |    |    |    |    | 6  |    |    |    |    | 1  |  |  |  |
| Concurenți                                                                  |                       |     |    |    |    |    |    |    |    |    |    |    |    |    |    |    |    |    |    |    |    |    |    |    |    |    |    |    |    |    |    |    |    |    |    |    |    |    |    |    |    |  |  |  |
| Concurenți                                                                  | Grecia                | 140 |    | 5  |    | 2  | 12 | 6  | 12 | 10 |    |    |    | 12 |    | 3  | 12 | 8  |    | 4  | 7  |    | 3  | 8  | 8  |    |    |    | 5  | 7  |    | 1  | 7  |    |    |    |    | 3  |    | 5  |    |  |  |  |
| Concurenți                                                                  | Regatul Unit          | 10  | 2  |    |    |    |    |    |    |    |    | 4  |    |    | 3  |    | 1  |    |    |    |    |    |    |    |    |    |    |    |    |    |    |    |    |    |    |    |    |    |    |    |    |  |  |  |
| Concurenți                                                                  | Georgia               | 136 | 8  | 1  | 1  | 5  | 5  | 4  | 4  |    | 7  | 5  | 5  |    |    | 5  |    | 2  | 7  |    |    | 10 | 12 |    |    | 5  |    | 8  |    |    |    | 4  |    | 5  | 12 | 1  | 6  |    | 1  | 6  | 7  |  |  |  |
| Concurenți                                                                  | Turcia                | 170 | 12 | 3  | 2  |    |    | 10 | 6  | 3  | 3  | 1  |    | 10 | 5  |    | 8  |    | 8  | 12 | 8  |    |    | 10 |    |    | 6  | 6  |    | 3  |    |    |    | 10 | 4  | 3  | 5  | 8  | 2  | 10 | 12 |  |  |  |
| Concurenți                                                                  | Albania               | 62  |    |    |    |    |    | 5  | 3  |    |    |    | 10 | 1  |    | 7  |    | 7  |    |    | 1  |    |    | 1  |    |    |    |    |    |    |    | 2  |    | 12 |    | 8  |    |    |    |    | 5  |  |  |  |
| Concurenți                                                                  |                       |     |    |    |    |    |    |    |    |    |    |    |    |    |    |    |    |    |    |    |    |    |    |    |    |    |    |    |    |    |    |    |    |    |    |    |    |    |    |    |    |  |  |  |
| Concurenți                                                                  | Islanda               | 41  |    |    | 6  |    |    |    | 8  |    | 2  |    | 3  |    |    |    |    |    |    |    |    |    |    | 4  |    |    | 3  | 4  |    | 5  |    |    | 6  |    |    |    |    |    |    |    |    |  |  |  |
| Concurenți                                                                  | Ucraina               | 108 | 10 |    |    | 8  | 6  |    |    | 7  | 10 |    |    | 5  | 7  | 1  |    |    |    | 2  | 5  | 7  | 8  |    |    | 2  |    |    |    |    | 7  | 3  |    |    | 6  |    |    | 7  |    | 7  |    |  |  |  |
| Concurenți                                                                  | Franța                | 82  |    | 2  | 4  |    | 3  | 3  |    | 4  |    | 6  | 8  | 2  |    |    |    | 6  |    |    |    |    | 6  | 3  | 7  | 3  | 7  | 1  |    | 8  |    |    | 2  | 1  |    |    |    |    | 3  |    | 3  |  |  |  |
| Concurenți                                                                  | România               | 162 | 7  | 10 | 10 | 12 | 8  | 2  |    | 6  | 1  | 7  | 4  | 8  |    | 2  | 5  | 5  | 2  |    |    | 3  | 1  |    | 10 | 8  | 8  |    | 1  |    | 3  | 6  | 5  |    | 2  | 4  | 10 | 5  | 7  |    |    |  |  |  |
| Concurenți                                                                  | Rusia                 | 90  | 3  |    |    | 10 |    |    |    |    | 12 |    |    |    |    | 4  |    |    | 10 |    |    |    | 10 |    | 2  | 10 |    | 10 | 6  |    | 8  |    |    |    | 5  |    |    |    |    |    |    |  |  |  |
| Concurenți                                                                  |                       |     |    |    |    |    |    |    |    |    |    |    |    |    |    |    |    |    |    |    |    |    |    |    |    |    |    |    |    |    |    |    |    |    |    |    |    |    |    |    |    |  |  |  |
| Concurenți                                                                  | Armenia               | 141 |    | 8  |    | 6  | 7  |    | 7  | 1  | 5  |    | 7  |    | 10 | 6  |    |    | 6  | 6  | 6  | 12 |    | 7  |    | 12 |    |    | 4  |    | 1  | 5  |    | 4  |    |    | 1  | 12 |    | 8  |    |  |  |  |
| Concurenți                                                                  | Germania              | 246 | 1  | 12 | 12 |    | 4  | 8  | 10 | 8  |    | 8  | 2  | 4  |    | 10 | 10 | 3  | 5  | 3  | 3  | 6  |    |    | 1  |    | 12 | 12 | 12 | 12 | 12 | 7  | 4  | 8  | 10 | 12 | 12 | 4  | 10 | 3  | 6  |  |  |  |
| Concurenți                                                                  | Portugalia            | 43  |    | 6  |    |    |    |    |    | 2  |    |    |    |    |    |    |    | 1  |    | 8  |    |    | 4  | 6  |    |    | 4  |    |    |    | 6  |    | 1  |    |    | 5  |    |    |    |    |    |  |  |  |
| Concurenți                                                                  | Israel                | 71  | 5  |    | 5  | 1  | 2  | 1  |    |    | 8  |    |    | 3  | 4  |    | 4  |    | 3  | 1  |    |    |    |    |    |    |    |    | 8  | 10 |    |    |    |    |    |    |    | 10 | 6  |    |    |  |  |  |
| Concurenți                                                                  | Danemarca             | 149 | 4  | 4  | 8  |    |    |    | 2  |    |    | 12 |    | 6  |    |    | 2  | 12 |    |    | 12 | 1  | 5  |    | 4  | 4  |    | 5  | 7  | 2  | 10 | 12 | 8  | 2  | 3  |    | 8  | 2  | 12 |    | 2  |  |  |  |
| Tabelul este ordonat după intrarea în finală, apoi în semifinală a țărilor. |                       |     |    |    |    |    |    |    |    |    |    |    |    |    |    |    |    |    |    |    |    |    |    |    |    |    |    |    |    |    |    |    |    |    |    |    |    |    |    |    |    |  |  |  |

#### 12 puncte în finală
| Nr. | Către                 | De la                                                                              |
| --- | --------------------- | ---------------------------------------------------------------------------------- |
| 9   | Germania              | Danemarca, Elveția, Estonia, Finlanda, Letonia, Norvegia, Slovacia, Spania, Suedia |
| 5   | Danemarca             | Irlanda, Islanda, Polonia, România, Slovenia                                       |
| 4   | Azerbaidjan           | Bulgaria, Malta, Turcia, Ucraina                                                   |
| 4   | Grecia                | Albania, Belgia, Cipru, Regatul Unit                                               |
| 3   | Armenia               | Israel, Rusia, Țările de Jos                                                       |
| 3   | Turcia                | Azerbaidjan, Croația, Franța                                                       |
| 2   | Georgia               | Armenia, Lituania                                                                  |
| 1   | Albania               | Macedonia                                                                          |
| 1   | Belarus               | Georgia                                                                            |
| 1   | Belgia                | Germania                                                                           |
| 1   | Bosnia și Herțegovina | Serbia                                                                             |
| 1   | Cipru                 | Grecia                                                                             |
| 1   | România               | Republica Moldova                                                                  |
| 1   | Rusia                 | Belarus                                                                            |
| 1   | Serbia                | Bosnia și Herțegovina                                                              |
| 1   | Spania                | Portugalia                                                                         |

## Incidente
Interpretarea lui Daniel Diges din Spania a fost perturbată de apariția pe scenă a lui Jaume Marquet Cot, cunoscut și sub numele de Jimmy Jump. Acesta a mai apărut fără voie pe stadioane în timpul unor evenimente sportive importante. Interpretarea a continuat, în timp ce Cot gesticula, acesta fugind când personalul de securitate a ajuns pe scenă. Spaniei i s-a permis reinterpretarea cântecului după ultima țară, Danemarca.

## Difuzare
AustraliaChiar dacă Australia nu are permisiunea de a participa, concursul a fost difuzat pe postul SBS, ca în anii precedenți. Ca în 2009, comentatorii au fost Julia Zemiro și Sam Pang.
Prima semifinală a fost transmisă pe 28 mai 2010, cea de-a doua, pe 29 mai 2010, iar finala, pe 30 mai 2010, la orele 09:30 (UTC), 19:30 AEST.
 Noua ZeelandăChiar dacă Noua Zeelandă nu are permisiunea de a participa, concursul a fost difuzat pe canalul de satelit Stratos al televiziunii Triangle TV. Semifinalele și finala au fost difuzate cu întârziere.
 UngariaUngaria s-a retras din motive financiare. Chiar dacă Ungaria nu a participat la ediția din 2010 a concursului Eurovision, evenimentul a fost difuzat și în această țară. Duna TV, în prezent, un membru aprobat al EBU, a fost confirmat ca televiziune care va transmite concursul în Ungaria, după Magyar Televízió, televiziunea curentă maghiară care a fost scoasă. De asemenea, au anunțat că vor încerca să-și trimită o trupă la concursul de anul viitor.
 KazahstanDupă reuniunea șefilor de delegații din 22 martie 2010 s-a confirmat difuzarea concursului și în Kazahstan.
 KosovoDupă reuniunea șefilor de delegații din 22 martie 2010 s-a confirmat difuzarea concursului și în Kosovo.
 MuntenegruChiar dacă Muntenegrul nu a participat la ediția din 2010 a concursului datorită problemelor financiare, RTCG1 a difuzat concursul în direct.
La nivelul planeteiSaitul web oficial al Eurovision a avut trei transmisiuni în direct fără comentariu prin intermediul plug-in-ului Octoshape.

### Difuzare în high-definition
Pentru a treia oară, concursul a fost difuzat în high-definition. Unele țări au avut canale prin care au dat privitorilor posibilitatea de a urmări concursul în HD:
- Danemarca – DR HD
- Germania – Das Erste HD
- Israel – Hot HD și yes HD
- Norvegia – NRK HD
- Polonia – TVP HD
- Portugalia – RTP HD
- Regatul Unit – BBC HD
- România – TVR HD
- Serbia – RTS HD
- Suedia – SVT HD
- Turcia – TRT HD
- Țările de Jos – Nederland 1 HD
- Ungaria – Duna TV HD

## Artiști care au revenit
| Artist         | Țară    | Ani precedenți                      |
| -------------- | ------- | ----------------------------------- |
| Feminnem       | Croația | 2005 (pentru Bosnia și Herțegovina) |
| Niamh Kavanagh | Irlanda | 1993 (câștigătoare)                 |